# Krtovce
Krtovce é um município da Eslováquia, situado no distrito de Topoľčany, na região de Nitra. Tem 4,21 km² de área e sua população em 2018 foi estimada em 305 habitantes.

## Demografia
| Ano:        | 1994 | 2004   | 2014   | 2024   |
| ----------- | ---- | ------ | ------ | ------ |
| Broj ljudi: | 296  | 320    | 316    | 288    |
| Razlika:    |      | +8,10% | -1,25% | -8,86% |

| Ano:               | 2023 | 2024   |
| ------------------ | ---- | ------ |
| Número de pessoas: | 287  | 288    |
| Diferença:         |      | +0,34% |